# جلابي (تخت بندر عباس)
جلابي (بالفارسية: جلابی) هي قرية تقع في إيران في قسم تخت الريفي. يقدر عدد سكانها بـ 669 نسمة بحسب إحصاء 2016.